# Verbum Dei
La Fraternidad Misionera Verbum Dei (FMVD) es una Institución de Vida Consagrada de la Iglesia católica cuya misión es el anuncio de la Palabra de Dios y la propagación del Reino de Dios a través de la oración, del ministerio de la Palabra y del testimonio de vida evangélica. 
Fue fundada el 17 de enero de 1963, en Mallorca (España), por Jaime Bonet Bonet.

## El nombre Verbum Dei
El mismo nombre "Verbum Dei" evoca el doble aspecto de su misión propia:
- Revelar, comunitaria y personalmente, el rostro amoroso de Dios, buscando la mayor identificación con Cristo, Verbo de Dios hecho hombre.
- Al mismo tiempo, urgidos por el amor de Cristo, se sienten llamados a anunciar la Buena Nueva, siguiendo la misión de Jesús, enviado del Padre a evangelizar. Es por ello que hacen suyo el lema que inspiró a los primeros apóstoles de Cristo, desde una dedicación exclusiva y a tiempo completo a “ la oración y al ministerio de la Palabra" (cf. Hch 6,4).
Desde esta misión propia, el Verbum Dei centra su objetivo y punto de mira en formar apóstoles de Cristo de entre las gentes de todo estado de vida, sexo, raza y condición social.

## La Fraternidad y la Familia Misionera
La Fraternidad Misionera Verbum Dei cuenta con tres Ramas distintas: misioneras consagradas, misioneros consagrados (muchos de ellos, además, sacerdotes) y matrimonios-misioneros. Este núcleo de vida consagrada genera y da paso a la Familia Misionera Verbum Dei, una realidad eclesial más amplia a la cual puede pertenecer toda persona que desee desplegar el carácter misionero recibido por el bautismo, compartiendo la misma espiritualidad, comprometiéndose y colaborando activamente en la misión Verbum Dei.

## La Fraternidad Misionera Verbum Dei en el mundo
Actualmente se encuentran en 31 naciones (en 102 diócesis) en los cinco continentes. Aun teniendo un carácter netamente misionero la Fraternidad realiza su misión en todo tipo de países de la tierra, ya sean ricos o pobres, puesto que el Evangelio de Jesús ha de poder llegar a todos los hombres y a todo el hombre (Pablo VI).